# François Hentges
François Hentges, né le 1er juin 1885 à Bonnevoie et mort le 1er juin 1968 à Luxembourg, est un gymnaste artistique luxembourgeois.

## Carrière
François Hentges est médaillé d'or aux barres parallèles et médaillé de bronze par équipes aux Championnats du monde de gymnastique artistique 1903 à Anvers.
François Hentges dispute les Jeux olympiques de 1912 à Stockholm : quatrième au concours par équipes et cinquième en système libre par équipes, il termine 23e du concours général individuel.

## Famille
Il est le frère du gymnaste Pierre Hentges.